# 4.ª etapa del Giro de Italia 2018
La 4.ª etapa del Giro de Italia 2018 tuvo lugar el 8 de mayo de 2018 entre Catania y Caltagirone sobre un recorrido de 202 km y fue ganada por el ciclista belga Tim Wellens del equipo Lotto-Soudal, quien fue el ciclista más fuerte en el repecho final.

## Clasificación de la etapa
| \| Clasificación de la etapa \| Clasificación de la etapa \| Clasificación de la etapa \| Clasificación de la etapa \| Clasificación de la etapa \| \| Ciclista \| Ciclista \| Equipo \| Tiempo \| \| \| ------------------------- \| ------------------------- \| ------------------------- \| ------------------------- \| ------------------------- \| \| 1.º \| Tim Wellens \| Lotto-Soudal \| 5 h 17 min 34 s \| \| \| 2.º \| Michael Woods \| EF Education First-Drapac \| + 0 s \| \| \| 3.º \| Enrico Battaglin \| LottoNL-Jumbo \| + 0 s \| \| \| 4.º \| Simon Yates \| Mitchelton-Scott \| + 0 s \| \| \| 5.º \| Davide Formolo \| Bora-Hansgrohe \| + 0 s \| \| \| 6.º \| Roman Kreuziger \| Mitchelton-Scott \| + 4 s \| \| \| 7.º \| Patrick Konrad \| Bora-Hansgrohe \| + 4 s \| \| \| 8.º \| Luis León Sánchez \| Astana \| + 4 s \| \| \| 9.º \| Domenico Pozzovivo \| Bahrain-Merida \| + 4 s \| \| \| 10.º \| Esteban Chaves \| Mitchelton-Scott \| + 4 s \| \| |                    |                           |                 |
| |                    |                           |                 |
| Fuente: ProCyclingStats |                    |                           |                 |
| Clasificación de la etapa |                    |                           |                 |
| Ciclista | Ciclista           | Equipo                    | Tiempo          |
| 1.º | Tim Wellens        | Lotto-Soudal              | 5 h 17 min 34 s |
| 2.º | Michael Woods      | EF Education First-Drapac | + 0 s           |
| 3.º | Enrico Battaglin   | LottoNL-Jumbo             | + 0 s           |
| 4.º | Simon Yates        | Mitchelton-Scott          | + 0 s           |
| 5.º | Davide Formolo     | Bora-Hansgrohe            | + 0 s           |
| 6.º | Roman Kreuziger    | Mitchelton-Scott          | + 4 s           |
| 7.º | Patrick Konrad     | Bora-Hansgrohe            | + 4 s           |
| 8.º | Luis León Sánchez  | Astana                    | + 4 s           |
| 9.º | Domenico Pozzovivo | Bahrain-Merida            | + 4 s           |
| 10.º | Esteban Chaves     | Mitchelton-Scott          | + 4 s           |

## Clasificaciones al final de la etapa

### Clasificación general(Maglia Rosa)
| \| Clasificación general \| Clasificación general \| Clasificación general \| Clasificación general \| Clasificación general \| \| Ciclista \| Ciclista \| Equipo \| Tiempo \| \| \| --------------------- \| --------------------- \| --------------------- \| --------------------- \| --------------------- \| \| 1.º \| Rohan Dennis \| BMC Racing Team \| 14 h 23 min 08 s \| \| \| 2.º \| Tom Dumoulin \| Team Sunweb \| + 1 s \| \| \| 3.º \| Simon Yates \| Mitchelton-Scott \| + 17 s \| \| \| 4.º \| Tim Wellens \| Lotto-Soudal \| + 19 s \| \| \| 5.º \| Pello Bilbao \| Astana \| + 25 s \| \| \| 6.º \| Maximilian Schachmann \| Quick-Step Floors \| + 28 s \| \| \| 7.º \| Domenico Pozzovivo \| Bahrain-Merida \| + 28 s \| \| \| 8.º \| Thibaut Pinot \| Groupama-FDJ \| + 34 s \| \| \| 9.º \| Patrick Konrad \| Bora-Hansgrohe \| + 35 s \| \| \| 10.º \| Carlos Betancur \| Movistar Team \| + 35 s \| \| |                       |                   |                  |
| |                       |                   |                  |
| Fuente: ProCyclingStats |                       |                   |                  |
| Clasificación general |                       |                   |                  |
| Ciclista | Ciclista              | Equipo            | Tiempo           |
| 1.º | Rohan Dennis          | BMC Racing Team   | 14 h 23 min 08 s |
| 2.º | Tom Dumoulin          | Team Sunweb       | + 1 s            |
| 3.º | Simon Yates           | Mitchelton-Scott  | + 17 s           |
| 4.º | Tim Wellens           | Lotto-Soudal      | + 19 s           |
| 5.º | Pello Bilbao          | Astana            | + 25 s           |
| 6.º | Maximilian Schachmann | Quick-Step Floors | + 28 s           |
| 7.º | Domenico Pozzovivo    | Bahrain-Merida    | + 28 s           |
| 8.º | Thibaut Pinot         | Groupama-FDJ      | + 34 s           |
| 9.º | Patrick Konrad        | Bora-Hansgrohe    | + 35 s           |
| 10.º | Carlos Betancur       | Movistar Team     | + 35 s           |

### Clasificación por puntos(Maglia Ciclamino)
| Clasificación por puntos | Clasificación por puntos | Clasificación por puntos      | Clasificación por puntos | Clasificación por puntos |
| Ciclista                 | Ciclista                 | Equipo                        | Puntos                   |                          |
| ------------------------ | ------------------------ | ----------------------------- | ------------------------ | ------------------------ |
| 1.º                      | Elia Viviani             | Quick-Step Floors             | 130 pts                  |                          |
| 2.º                      | Sacha Modolo             | EF Education First-Drapac     | 55 pts                   |                          |
| 3.º                      | Jakub Mareczko           | Wilier Triestina-Selle Italia | 53 pts                   |                          |
| 4.º                      | Sam Bennett              | Bora-Hansgrohe                | 50 pts                   |                          |
| 5.º                      | Guillaume Boivin         | Israel Cycling Academy        | 48 pts                   |                          |
| 6.º                      | Marco Frapporti          | Androni Giocattoli-Sidermec   | 40 pts                   |                          |
| 7.º                      | Rohan Dennis             | BMC Racing Team               | 32 pts                   |                          |
| 8.º                      | Tim Wellens              | Lotto-Soudal                  | 25 pts                   |                          |
| 9.º                      | Davide Ballerini         | Androni Giocattoli-Sidermec   | 20 pts                   |                          |
| 10.º                     | Michael Woods            | EF Education First-Drapac     | 20 pts                   |                          |

### Clasificación de la montaña(Maglia Azzurra)
| Clasificación de la montaña | Clasificación de la montaña | Clasificación de la montaña   | Clasificación de la montaña | Clasificación de la montaña |
| Ciclista                    | Ciclista                    | Equipo                        | Puntos                      |                             |
| --------------------------- | --------------------------- | ----------------------------- | --------------------------- | --------------------------- |
| 1.º                         | Enrico Barbin               | Bardiani CSF                  | 11 pts                      |                             |
| 2.º                         | Marco Frapporti             | Androni Giocattoli-Sidermec   | 7 pts                       |                             |
| 3.º                         | Guillaume Boivin            | Israel Cycling Academy        | 3 pts                       |                             |
| 4.º                         | Jacopo Mosca                | Wilier Triestina-Selle Italia | 2 pts                       |                             |
| 5.º                         | Davide Ballerini            | Androni Giocattoli-Sidermec   | 1 pt                        |                             |

### Clasificación de los jóvenes(Maglia Bianca)
| Clasificación del mejor joven | Clasificación del mejor joven | Clasificación del mejor joven | Clasificación del mejor joven | Clasificación del mejor joven |
| Ciclista                      | Ciclista                      | Equipo                        | Tiempo                        |                               |
| ----------------------------- | ----------------------------- | ----------------------------- | ----------------------------- | ----------------------------- |
| 1.º                           | Maximilian Schachmann         | Quick-Step Floors             | 14 h 23 min 36 s              |                               |
| 2.º                           | Valerio Conti                 | UAE Team Emirates             | + 25 s                        |                               |
| 3.º                           | Sam Oomen                     | Team Sunweb                   | + 32 s                        |                               |
| 4.º                           | Ben O'Connor                  | Dimension Data                | + 39 s                        |                               |
| 5.º                           | Richard Carapaz               | Movistar Team                 | + 40 s                        |                               |
| 6.º                           | Miguel Ángel López            | Astana                        | + 46 s                        |                               |
| 7.º                           | Felix Großschartner           | Bora-Hansgrohe                | + 49 s                        |                               |
| 8.º                           | Mads Würtz                    | Katusha-Alpecin               | + 1 min 07 s                  |                               |
| 9.º                           | Fausto Masnada                | Androni Giocattoli-Sidermec   | + 1 min 18 s                  |                               |
| 10.º                          | Krists Neilands               | Israel Cycling Academy        | + 2 min 18 s                  |                               |

### Clasificación por equipos"Super Team"
| Clasificación por equipos | Clasificación por equipos   | Clasificación por equipos | Clasificación por equipos |
| Equipo                    | Equipo                      | Tiempo                    |                           |
| ------------------------- | --------------------------- | ------------------------- | ------------------------- |
| 1.º                       | Mitchelton-Scott            | 43 h 11 min 24 s          |                           |
| 2.º                       | Astana                      | + 0 s                     |                           |
| 3.º                       | Bora-Hansgrohe              | + 16 s                    |                           |
| 4.º                       | Movistar Team               | + 18 s                    |                           |
| 5.º                       | UAE Team Emirates           | + 23 s                    |                           |
| 6.º                       | Sky                         | + 45 s                    |                           |
| 7.º                       | Groupama-FDJ                | + 49 s                    |                           |
| 8.º                       | Katusha-Alpecin             | + 57 s                    |                           |
| 9.º                       | Team Sunweb                 | + 1 min 07 s              |                           |
| 10.º                      | Androni Giocattoli-Sidermec | + 1 min 50 s              |                           |

## Abandonos
- Andrea Guardini, no terminó la etapa por fiebre.[2]